# Säg minns du låga stugan
Säg minns du låga stugan är en visa som skrevs av värmlänningen Nils Jonsson (1859-1934) och publicerades första gången som skillingtryck 1913. Melodin handlar om den stuga i Domnarvet som familjen Jonsson ägde innan de flyttade till Skutskär. Anna-Lisa Öst spelade in visan på skiva och utgav den också i Lapp-Lisas Sånger 1952.